# Kindliches Wohlbefinden
Das kindliche Wohlbefinden ist ein mehrdimensionales Konzept, um die Lebensqualität von Kindern zu messen. Der Kindheitsbegriff orientiert sich an der UN-Kinderrechtskonvention der UNO, nach der ein Kind eine Person im Alter bis 18 Jahre ist. Umstritten ist jedoch, ob die Zeit vor der Geburt in diesen Begriff einzuschließen ist – und wenn ja ab welchem Zeitpunkt. Die Messung des kindlichen Wohlbefindens stellt eine sehr komplexe Herausforderung für die Wissenschaft dar. Aufgrund des sehr breit angelegten Begriffs ist eine Verständigung, was denn unter kindlichem Wohlbefinden (genau) zu verstehen sei, noch nicht erfolgt. Gleichwohl gibt es bestimmte Parameter, mit Hilfe derer eine strukturierte Einordnung möglich ist. Das von den Kinderrechten abgeleitete Konzept steht daher auch im Zusammenhang mit den Diskussionen um Wohlbefinden als ganzheitlicher Wohlstandsindikator und bezieht sich trotz des universellen Anspruchs noch vornehmlich auf die OECD-Länder.

## Theoretische und empirische Erfassung des kindlichen Wohlbefindens
Seit der Ratifizierung der UN-Kinderrechtskonvention erfreut sich der Begriff des kindlichen Wohlbefindens eines zunehmenden Interesses. Im Zuge dessen bemühen sich Organisationen, wie die UNICEF und die OECD um eine theoretische und empirische Konzeption.

### UNICEF und das Innocenti Research Center
Im Laufe der Zeit wurden die Aufgaben der UNICEF ständig erweitert. Ursprünglich gegründet, um nach dem Krieg Kindern in Not zu helfen, sind neue Zuständigkeitsbereiche hinzugekommen. Es geht dabei weniger um die Gewährleistung des Kinderschutzes, wie es früher der Fall war, als vielmehr um das Wohlbefinden des Kindes an sich. In dem UNICEF-Bericht „Child Poverty in perspective: An overview of child well-being in rich countries“ wird das Konzept zur Messung des kindlichen Wohlbefindens vorgestellt. Dabei wird versucht das kindliche Wohlbefinden in unterschiedlichen Dimensionen zu erfassen.
Als erste Dimension wird das „materielle Wohlbefinden“ eines Kindes aufgeführt und empirisch an der relativen Einkommensarmut (relative income poverty), dem Anteil der Kinder, die in Haushalten ohne einen erwerbstätigen Elternteil leben (households without jobs) sowie an dem Anteil der Kinder, die über einen geringen Wohlstand ihrer Familie berichten (reported deprivation) gemessen. Der geringe Wohlstand drückt sich dabei unter anderem im prozentualen Anteil der befragten Kinder aus, die in einem Haushalt leben, der weniger als zehn Bücher besitzt.
Die zweite Dimension Gesundheit und Sicherheit setzt sich ebenfalls aus drei Indikatoren zusammen. Der erste Indikator spiegelt die Säuglingssterblichkeitsrate und ein geringes Geburtsgewicht (health at age 0-1) wider. Als Gewichtsmaßstab wird dabei ein Wert von unter 2500 g angesetzt. Der zweite Indikator ist der Prozentanteil der Kinder, die im Alter von unter einem Jahr geimpft wurden (preventative health service). Schließlich wird auch die Anzahl der Todesfälle durch Unfälle und Verletzungen bei Kindern und Jugendlichen unter 19 Jahren (safety) als Indikator aufgeführt.
Eine weitere Dimension ist die Bildung und Ausbildung der Kinder. Die dazugehörigen Indikatoren beziehen sich zum einen auf die Erfassung der Leistungen in den Bereichen Lesen, Mathematik und Naturwissenschaften (school achievement at age 15). Zum anderen wird der Anteil der Jugendlichen zwischen 15 und 19 Jahren gemessen, die sich in einer Voll- und Teilzeitausbildung befinden (beyond and basics). Der letzte Indikator dieser Dimension drückt den Anteil der Jugendlichen aus, die nicht in einer Ausbildung oder erwerbstätig sind, sowie den Anteil der Schüler, die eine Arbeit mit niedriger Qualifizierung erwarten (the transition to employment).
Der Bereich Beziehungen zu Familie und Gleichaltrigen wird durch die Anzahl junger Menschen bestimmt, die in alleinerziehenden Familienstrukturen und in stieffamiliären Strukturen leben (family structure). Zudem wird der Anteil der Kinder bzw. Jugendlichen erfasst, die ihre Hauptmahlzeit mehrmals in der Woche an einem Tisch einnehmen und der Anteil der Schüler, die es „leicht finden mit ihren Eltern zu reden“ (family relationship). Letztlich wird auch die Beziehung zu Gleichaltrigen berücksichtigt (peer relationship). Dabei geht es um die Frage, wie viele junge Menschen im Alter von 11, 13 und 15 Jahren Gleichaltrige als „freundlich und hilfsbereit“ empfinden.
Die Dimension Verhaltensrisiken wird an dem Essverhalten und dem (Über-)Gewicht der jungen Menschen (health behaviours), dem Anteil des Zigaretten-, Alkohol- und Cannabiskonsums und dem Anteil der Jugendlichen, die bereits sexuellen Verkehr hatten und dabei ein Kondom verwendet haben, sowie der Anzahl der Geburten junger Frauen (risk behaviours) gemessen. Schließlich wird diese Dimension durch einen Indikator bestimmt, der die physischen Erfahrungen der Kinder mit Gewalt umfasst (experience of violence).
Letztlich wird das subjektive Wohlbefinden des Kindes als eine Dimension erfasst. Hierbei wird die subjektive Einschätzung der Kinder und Jugendlichen über ihren Gesundheitszustand (health) berücksichtigt. Weiterhin wird die subjektive Lebenszufriedenheit (personal well-being) junger Menschen abgefragt. Der letzte Indikator bezieht sich auf den Anteil junger Menschen die die „Schule sehr gern mögen“ (school life).
Die Indikatorenauswahl der Unicef beruht auf dem Bemühen, das Wohl der Kinder adäquat abzubilden. Durch die sechs Dimensionen erfolgt so eine umfangreiche Erfassung, die auch das subjektive Wohlbefinden der Kinder mit berücksichtigt. In dem UNICEF-Bericht Child Poverty in perspective: An overview of child well-being in rich countries ist hierzu folgendes festgehalten:

“When we attempt to measure children’s wellbeing what we really seek to know is whether children are adequately clothed and housed and fed and protected, whether their circumstances are such that they are likely to become all that they are capable of becoming, or whether they are disadvantaged in ways that make it difficult or impossible for them to participate fully in the life and opportunities of the world around them. Above all we seek to know whether children feel loved, cherished, special and supported, within the family and community, and whether the family and community are being supported in this task by public policy and resources.”

### OECD
Auch die OECD leitet ihr Konzept zur Messung des kindlichen Wohlbefindens von der UN-Kinderrechtskonvention ab. Auf dieser Basis werden ebenfalls sechs Dimensionen herausgearbeitet. Diese überschneiden sich teilweise mit den Dimensionen der UNICEF, wobei die erfassten Indikatoren leicht voneinander abweichen. Die Anzahl der Indikatoren, die für die Messung der einzelnen Dimensionen betrachtet wurden, reicht von der Qualität des Schulbesuchs bis zur Gesundheit. Insgesamt wurden 21 Indikatoren genutzt.
Das materielle Wohlbefinden wird durch drei Indikatoren gemessen. Diese betreffen das durchschnittliche Haushaltsnettoeinkommen (average disposable income), den Anteil der Kinder in Haushalten mit weniger als 50 % des durchschnittlichen Haushaltsnettoeinkommens (children in poor homes) und den Anteil der Kinder, die weniger als vier notwendige Bildungsmittel zur Verfügung haben (educational deprivation). Dazu zählen ein verfügbarer Schreibtisch, ein Computer für Hausaufgaben, Bildungssoftware, Internetanschluss, Taschenrechner, Wörterbuch und Schulbücher.
Eine weitere OECD-spezifische Dimension des kindlichen Wohlbefindens stellen die Wohnverhältnisse und das Wohnumfeld dar. Sie wird mit Hilfe zweier Indikatoren empirisch erfasst. Ein Indikator bezieht sich auf das Leben in beengten Wohnverhältnissen (overcrowding). Dies ist der Fall, wenn im Haushalt mehr Personen leben als Wohnräume (ohne Küche und Bad) zur Verfügung stehen. Der zweite Indikator wird aus einer Fragebatterie zum Wohnumfeld zusammengesetzt (poor environmental conditions). Dazu gehören u. a. Fragen zum Lärm, zur Luftverschmutzung, zu Vandalismus und Kriminalität, sowie zum Zustand der Häuser.
Wie die UNICEF nutzt auch die OECD die unter dem Namen PISA bekannt gewordenen Daten zur Erfassung von Bildung als weitere Dimension des kindlichen Wohlbefindens. PISA-Daten von 15-Jährigen (2006) werden genutzt, um einen durchschnittlichen Wert der Punktezahlen in den Bereichen Rechnen, Schreiben und Naturwissenschaften zu generieren (average mean literacy score). Darüber hinaus wird aus den Daten ein Ungleichheitsmaß berechnet und als ein Indikator eingeführt (literacy inequality). Vervollständigt wird diese Dimension durch den Anteil der Jugendlichen, die weder in schulischer noch in beruflicher Ausbildung sind (youth NEET rates).
Neben der Bildungsdimension wird die Qualität des Schulbesuchs als eigenständige Dimension konzipiert. Unter 11- bis 15-Jährige werden dazu nach Erfahrungen mit Mobbing in der Schule (bullying) und nach einem persönlichen Bezug zu den Schülern und Schülerinnen gefragt (liking school).
Die am umfänglichsten erhobene Dimension des Kindeswohls ist die Gesundheit und Sicherheit. Ein Schwerpunkt darin stellen die Indikatoren dar, welche die früheste Entwicklung von Kindern erfassen. So werden etwa Daten über das Geburtsgewicht von Kindern, die Kindersterblichkeitsquote, der Anteil der Mütter, die jemals ihr Neugeborenes mit Muttermilch versorgt haben und Keuchhusten- sowie Masernimpfungen mit berücksichtigt. Der weitere Lebensweg, in Bezug auf das kindliche Wohlbefinden, wird über die Sterbe- und Selbstmordrate unter Kindern und Jugendlichen abgebildet. Als letzten Faktor wird die sportliche Aktivität der Kinder herangezogen.
Unter dem Label des Risikoverhalten von Jugendlichen (13–19 Jahre) wird eine letzte Dimension des kindlichen Wohlbefindens zusammengefasst. Wie in der UNICEF-Studie werden auch hier die Indikatoren zum Zigaretten- und Alkoholkonsum sowie der Anteil von Teenagergeburten herangezogen.
Für die Auswahl der Indikatoren werden von der OECD folgende Kriterien festgelegt: Es sollte sich bei den Daten möglichst um aktuelle, kinderzentrierte und standardisierte Erhebungen handeln, welche die Qualität des Lebens von Kindern im Alter von 0 bis 17 Jahren abbilden. Dem Selbstverständnis der OECD entsprechend sollten, neben dem Anliegen möglichst viele Mitgliedsländer einzubeziehen, die Indikatoren so gewählt werden, dass aus den Ergebnissen der Studie praktische Möglichkeiten zur politischen Intervention gegeben sind. Hierin liegt ein Hauptgrund warum bei der OECD im Gegensatz zur UNICEF eine Erfassung des subjektiven Wohlbefindens von Kindern nicht vorhanden ist.
Eine weitere Maßgabe, die die Auswahl bestimmen sollte, war die möglichst umfassende Erfassung der sechs Dimensionen. Dazu zählt unter anderem, dass die Dimensionen des Kindeswohls sowohl Aspekte des momentanen Wohlbefindens, als auch Aspekte des auf die Zukunft gerichteten Wohlbefindens abdecken sollte.
Die letztlich vorgelegte Studie entspricht in weiten Teilen diesen Leitlinien, wobei auch bestimmte Defizite benannt werden. So werden nicht alle Altersgruppen abgedeckt, und die Dimensionen sind unzureichend erfasst (z. B. psychische Indikatoren bei Gesundheit).

### Unterschied der OECD zur UNICEF
Die Messungen des kindlichen Wohlbefindens von UNICEF und OECD unterscheiden sich maßgeblich durch die benutzten konzeptionellen Perspektiven. So bezieht sich UNICEF unter anderem auf die Dimension „subjektives Wohlbefinden“, die eine subjektive Perspektive des Kindes zum Ausgangspunkt nimmt. Die OECD hingegen verwendet Dimensionen und Indikatoren, deren Merkmale zum Teil bereits auf politische (Handlungs-)Strategien ausgerichtet sind. Eine subjektive Betrachtungsweise des Kindeswohls findet hier keine Berücksichtigung.
Was die Anzahl der untersuchten Länder betrifft, bezieht sich UNICEF für ihre Studie auf 21 Länder; die OECD hingegen untersucht das kindliche Wohlbefinden in 30 Nationen. Die neun zusätzlich untersuchten Länder der OECD-Studie sind: Australien, Japan, Korea, Neuseeland, Türkei, Slowakei, Luxemburg, Island und Mexiko.
Zur Präsentation der Ergebnisse nimmt UNICEF im Anschluss an die Datenanalyse und der Auswertung der Ergebnisse eine Rangplatzierung der einzelnen Nationen vor, welche aus den Mittelwerten der sechs Kindeswohlindikatoren resultieren. Eine solche Overall-Platzierung existiert hingegen bei der OECD-Studie nicht. Es werden hier keine Rangplätze vergeben.

### Gemeinsamkeiten der OECD und der  UNICEF
Das Konzept und die Messung des Wohlbefinden von Kindern beider Organisationen weisen insofern Gemeinsamkeiten auf, als sich sowohl die UNICEF als auch die OECD auf die UN-Kinderrechtskonvention beziehen, um das kindliche Wohlbefinden genauer zu bestimmen. Da sich die OECD direkt auf die Vorarbeit von UNICEF (2007) und Bradshaw et al. (2007) stützt, findet sich eine weitere Übereinstimmung in vier von sechs für die Messung zugrunde liegenden Dimensionen. Sowohl das materielle Wohlbefinden als auch Gesundheit und Sicherheit sowie das Risikoverhalten und die Bildung werden von beiden Organisationen als Grundlage zur Messung des kindlichen Wohlbefindens genommen.

## Aktueller Forschungsstand zum kindlichen Wohlbefinden in den reichen Industrienationen
Durch die vom Innocenti Research Center im Jahr 2007 durchgeführte internationale Untersuchung Child poverty in perspective. An overview of child well-being in rich countries
wurde erstmals die Lage der Kinder in 21 Industrienationen anhand von sechs Dimensionen des kindlichen Wohlbefindens gemessen und miteinander verglichen. Auf nationaler Ebene schließt UNICEF-Deutschland mit seiner Studie Zur Lage der Kinder in Deutschland von 2010 an die internationale Studie von Innocenti an.
Fasst man alle sechs Indikatoren zu einem Durchschnittswert zusammen, befindet sich Deutschland auf dem achten Rangplatz (Mittelfeld) im internationalen Vergleich. Die Positionen der einzelnen Dimensionen weisen jedoch zum Teil erhebliche Rangunterschiede auf. So befindet sich Deutschland in Bezug auf das materielle Wohlbefinden der Kinder und Jugendlichen auf Platz 14 (Schlussgruppe), aber hinsichtlich der Dimension des subjektiven Wohlbefindens belegt Deutschland den neunten Platz (Mittelfeld).
Im Bereich der Bildung und Beziehungen zu Gleichaltrigen und Familie kann Deutschland im Jahre 2010 eine Verbesserung seiner Positionen im Vergleich zu 2007 aufweisen (jeweils +4). Die Bereiche Bildung auf dem sechsten Platz sowie Verhalten und Risiken auf dem siebten Platz sind Teil der internationalen Spitzengruppe (Rang 1-7).

## Diskussion

### Direkte oder indirekte Erfassung
Im Spektrum der Ansätze lassen sich zwei entgegengesetzte Vorstellungen in Bezug auf eine direkte oder indirekte Erfassung des kindlichen Wohlbefindens identifizieren. Auf der einen Seite wird das kindliche Wohlbefinden als mehrdimensionales Konzept entworfen, welches über eine indirekte Messung erfolgt. Ein Beispiel wäre etwa die Kindersterblichkeitsquote. Der zweite Ansatz folgt der Idee, Kinder selbst zu ihrer Lebensqualität zu befragen (Casas 1997; Ben-Arieh, Frønes 2007). Ein Beispiel hierfür ist die Frage nach dem subjektiven Wohlbefinden.

### Zeitliche Ausrichtung
Die zwei Ansätze, die hier unterschieden werden können als Entwicklungsperspektive (developmentalist perspective) auf der einen Seite und Kinderrechtsperspektive (child rights perspective) auf der anderen, bezeichnet werden.
Die Entwicklungsperspektive betont dabei die zukünftige Lebensqualität der Kinder, wohingegen die Kinderrechtsperspektive das Kindeswohl im hier und jetzt verortet. Konkret lässt sich der Kontrast zwischen diesen Verständnissen an einem einfachen Beispiel veranschaulichen. Das möglichst lange und ausgiebige Spiel mit Freunden könnte zum einen als positiver Aspekt des Kindeswohl gesehen werden (Kinderrechtsperspektive), zum anderen könnte auf die fehlende Aufmerksamkeit Bezug genommen werden, die der Schule gewidmet werden könnte (Entwicklungsperspektive).

### Positive oder negative Messung des kindlichen Wohlbefindens
Die ursprünglichen Versuche der Erfassung von kindlichem Wohlbefinden orientierten sich stark an der Gruppe von benachteiligten Kindern. Von Kritikern wird diese Herangehensweise als Defizit-Ansatz bezeichnet. Als Alternative entwickelten sie eine auf die Stärken basierende Perspektive (Ben-Arieh, Goerge 2001; Pollard Lee 2003; Fattore et al. 2007).
Für die Messung von kindlichem Wohlbefinden bedeutet dieser Ansatz, dass nicht vornehmlich spezifische (benachteiligte) Subgruppen im Zentrum des Interesses zu finden sind, sondern die positiven Stärken und Fähigkeiten der Gesamtheit aller Kinder den Ausgangspunkt der Erfassung darstellen.

### Individualdaten oder aggregierte Daten
Je nach Forschungsausrichtung lässt sich eine letzte Unterscheidung aufmachen, die das Format der Daten betrifft. Soll ein Blick auf das Kindeswohl innerhalb eines abgegrenzten Raumes geworfen werden, stammen die Daten meist von Individuen direkt oder Personen aus dem direkten Umfeld. Beispielsweise können Fragen nach Erfahrungen mit Mobbing an der Schule in dieser Kategorie verortet werden.
Im Gegensatz dazu werden, beispielsweise bei Ländervergleichen, oftmals vereinheitlichte Daten (Aggregatsdaten) etwa aus der amtlichen Statistik herangezogen. Typische Beispiele sind die Kindersterblichkeits-, Selbstmord- oder Jugendarbeitslosigkeitquote.

### Anwendung anhand der OECD-Studie Doing Better for Children
Die Messung des Kindeswohls der OECD ist durchgehend indirekt erfolgt. Sie hat ihren Schwerpunkt auf der späteren Entwicklung (Entwicklungschancen) des Kindes, wobei auch Aspekte der momentanen Situation Berücksichtigung finden. Es wurde darauf geachtet, dass in den jeweiligen Dimensionen beide Aspekte berücksichtigt werden. Zudem werden überwiegend negative Indikatoren betrachtet. Der Ländervergleich beruht sowohl auf Aggregatsdaten als auch auf aggregierten Individualdaten, die zum Teil auch für eine detailliertere Analyse von Subgruppen, nach Geschlecht, Alter oder Staatsangehörigkeit, genutzt wird. Die Daten wurden nicht eigenständig erhoben, sondern aus verschiedensten Quellen geschöpft. Sie sind dementsprechend ursprünglich nicht direkt zur Messung des kindlichen Wohlbefindens gedacht gewesen.
Ein Hauptgrund für die Auswahl der verwendeten Dimensionen und Indikatoren ist daher dem Pragmatismus geschuldet. Die OECD betont einerseits besonders die bis dato unzureichenden theoretischen Grundlagen, die eine adäquate Messung anleiten könnte sowie andererseits die limitierte Datengrundlage. Da ein internationaler Vergleich eine Fülle an vergleichbaren Messungen in den jeweiligen Ländern erfordert, muss sich eine solche Studie an Indikatoren orientieren, die in allen (möglichst vielen) Ländern vorhanden sind.
Darüber hinaus werden aber auch zwei konzeptionelle Entscheidungen angeführt, die die vorgenommenen Messungen bedingt haben. Zum einen zeigen sich die Forscher skeptisch gegenüber den Möglichkeiten (besonders jüngerer Kinder) über ihre Wohlbefinden Auskunft zu geben. Zum anderen versteht sich die OECD als Politik anleitende Einrichtung. Mit Blick auf diese Ausrichtung wurden Dimensionen des kindlichen Wohlbefindens gewählt, die einen direkten Zugriff der Politik ermöglichen.

## Kritik
Sowohl das Konzept der OECD als auch das Konzept der UNICEF teilen trotz ihres geleisteten Beitrags zur Erfassung des Kindeswohls auch bestimmte, ihnen inhärente, Probleme:
In der aktuellen Debatte herrscht Uneinigkeit, welche Indikatoren die einzelnen Dimension das Wohlbefinden des Kindes am besten abbilden. Es fehlen zur genaueren Abbildung entsprechender Indikatoren theoretisch untermauerte Argumente. Hinzu kommt, dass eine Theorie zur richtigen Messung fehlt und so gewichtet man die Indikatoren bzw. die Dimensionen nur statistisch oder ad hoc.
Die vorhandenen Studien zur Messung des kindlichen Wohlbefindens sind weiterhin insofern eingeschränkt, als die erhobenen Daten sich beispielsweise nicht nach sozialen Gruppen (Geschlecht, ethnischer Herkunft, sozioökonomischer Status etc.) differenzieren lassen.
Schließlich gestaltet sich ein einheitliches Konzept zur Messung des kindlichen Wohlbefindens deshalb als schwierig, da die Daten der Indikatoren je nach Land variieren.